# Calogero (prénom)
Pour les articles homonymes, voir Calogero (homonymie).
Calogero est un prénom masculin.

## Sens et origine du prénom
Calogero est un prénom courant en Sicile, et dans la province d'Agrigente c'est le prénom masculin le plus porté. Il a pour diminutifs Gerry, Lillo et Lillì. 
Calogero vient du grec καλόγερος / Kalòyeros (composé de καλός / kalós, « beau, bon », et γέρος / gérôs, « vieux »), et signifierait « moine ».

## Calogero célèbres
- Calogero, de son vrai nom Calogero Maurici, est un compositeur, musicien et chanteur français d'origine sicilienne, né le 30 juillet 1971 à Échirolles, dans la banlieue de Grenoble (Isère).
- Andrea Calogero Camilleri, écrivain, scénariste et metteur en scène italien.
- Calogero Vizzini, criminel italien.